# Паметник на седемте герои
„Паметникът на седемте герои“ (на гръцки: «Μνημείο Επτά Ηρώων») е мемориален комплекс, разположен в град Лерин (Флорина), Гърция.

## Местоположение
Паметникът е разположен на едноименния площад „Епта Ироес“, до източната стена на сградата на Просветното дружество „Аристотел“.

## История
Създаден е в 1990 година и е дело на леринчанина Тилемахос Робис. Посветен е на седем убити гимназисти, членове на дружеството „Аристотел“, от български войници на 17 януари 1944 година.

## Описание
Паметникът представлява символична оброчна стена. Вляво на стената има мраморна плоча с изписани имената на седемте деца, а под нея триъгълна дупка, символизираща олтар. Вдясно на стената има седем релефни лица, а в горната част на стената има метални копия, насочени нагоре.